# 叠唇玺螺蛳
叠唇玺螺蛳（学名：Tchangmargarya multilabiata）为田螺科环棱螺亚科玺螺蛳属的淡水腹足纲软体动物。

## 形态
贝壳大而厚重，圆锥形至近球形，高度可达近70毫米；覆膜层深棕色或红棕色。常具四根强力螺旋棱和许多轴向肋，在螺棱和轴向肋的交汇处形成发育良好的结节；2条强不完整的螺旋螺棱，脐部有隆起的结节，半月形愈伤组织状结构完全覆盖脐部；珠光层厚但半透明，在一些个体的钙质层上显示出宽的紫色带，其他的呈蓝白色；厣角质，厣盖比孔小，厣盖疤痕非常大；齿舌在每颗中央牙齿上具有一个长舌状中央细齿。
本种的的鉴别特征为壳口内唇的多层堆叠，种名"multilabiata"即由拉丁文的"multi"（意为“多”）和"labium"（意为：唇）组合而成。

## 分布
本种为中国特有种，分布于中国云南省石林县附近的湖泊（石林湖、长湖、光塘子、月湖）中。